# 葉爾季斯區
53°15′36″N 74°39′36″E / 53.26000°N 74.66000°E

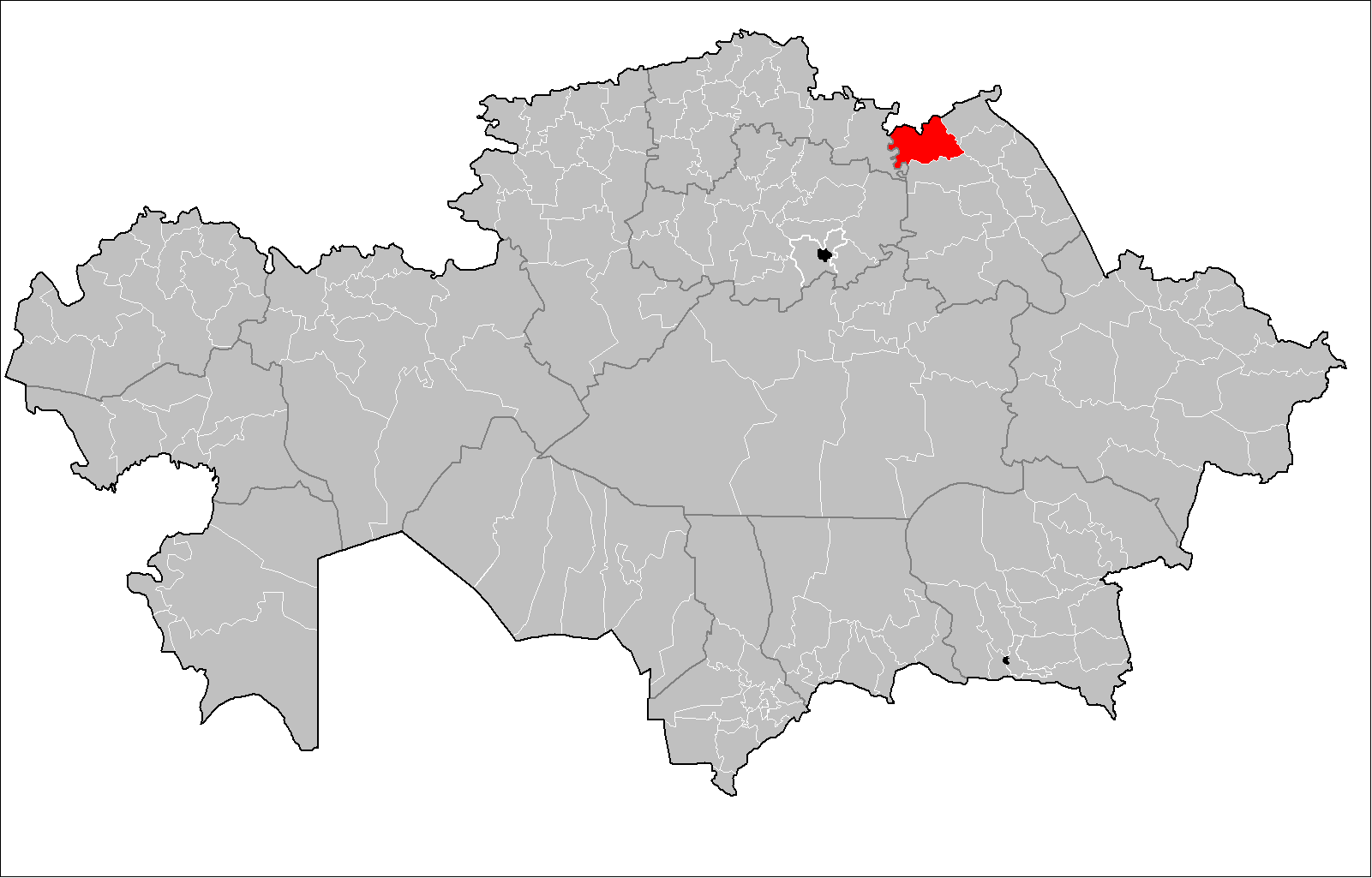

葉爾季斯區是哈薩克斯坦的行政區，位於該國東北部，由巴甫洛達爾州負責管轄，首府設於葉爾季斯，始建於1938年，面積10,200平方公里，2012年人口19,459。